# James Shigeta

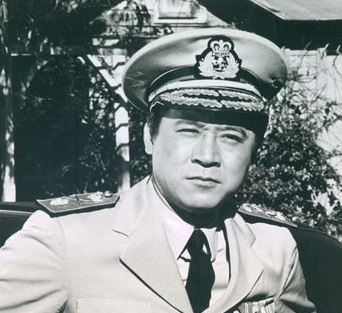
James Shigeta 1968 (Pressefoto zu der Serie „Ihr Auftritt, Al Mundy“)

James Shigeta (* 17. Juni 1929 in Honolulu, Hawaii; † 28. Juli 2014 in Los Angeles, Kalifornien) war ein US-amerikanischer Schauspieler.

## Leben
Shigeta wurde 1929 auf Hawaii geboren. Seine Familie ist japanischer Abstammung. Er studierte an der New York University. Während des Koreakriegs war er beim U.S. Marine Corps beschäftigt.
Später zog er nach Japan und trat dort in mehreren Musicalfilmen auf. 1959 spielte er seine erste Hauptrolle in The Crismon Kimono. In den darauf folgenden Jahren war er in diversen Filmen und Fernsehserien in Haupt- oder Nebenrollen zu sehen. Eine seiner bekanntesten Rollen war die des Firmenchefs J. Takagi im Actionfilm Stirb langsam. In dem Disneyfilm Mulan lieh er außerdem dem General Li seine Stimme. Er liegt begraben auf dem Soldatenfriedhof National Memorial Cemetery of the Pacific in Honolulu, Hawaii.

## Filmografie (Auswahl)
- 1959: The Crismon Kimono
- 1960: Walk Like a Dragon
- 1961: Cry for Happy
- 1961: Bridge to Sun
- 1961: Mandelaugen und Lotosblüten (Flower Drum Song)
- 1966: Drei Pistolen gegen Cesare (Tre pistole contro Cesare)
- 1966: Südsee-Paradies (Paradise, Hawaiian Style)
- 1967: The Mystery of the Chinese Junk
- 1968: Manila, Open City
- 1968: Nobody’s Perfect
- 1969–1972: Medical Center (Fernsehserie)
- 1973: Der verlorene Horizont (Lost Horizon)
- 1974: Yakuza (The Yakuza)
- 1974: Ein Computer wird gejagt (The Questor Tapes)
- 1976: Die Straßen von San Francisco (Fernsehserie)
- 1976: Schlacht um Midway
- 1983, 1992: Mord ist ihr Hobby (Fernsehserie)
- 1983, 1986: Magnum (Fernsehserie)
- 1984, 1987, 1988: Simon & Simon (Fernsehserie)
- 1987, 1992: Mord ist ihr Hobby (Fernsehserie)
- 1988: Stirb langsam (Die Hard)
- 1989: Cage
- 1990: China Cry: A True Story
- 1994: Renegade – Gnadenlose Jagd S03E05 Schwarzer Wind
- 1994: Cage II
- 1994: seaQuest DSV (Fernsehserie)
- 1995: Midnight Man
- 1996: Space Marines
- 1997: Drive
- 1998: Mulan (Stimme)
- 1999: Beverly Hills, 90210 (Fernsehserie)
- 2000: Brother
- 2002: A Ribbons of Dreams
- 2004: Threat Matrix – Alarmstufe Rot (Threat Matrix, Fernsehserie)
- 2005: Avatar – Der Herr der Elemente (Avatar: The Last Airbender, Fernsehserie, Stimme)
- 2009: The People I’ve Slept With